# Dorothy Knowles
Dorothy Knowles (ur. 1927, Unity, zm. 16 maja 2023) – kanadyjska artystka, najbardziej znana z malowania pejzaży. Była wdową po Willamie Perehudoffie.